# Battistero di Cremona
Il battistero di San Giovanni Battista è il battistero di Cremona, situato accanto al duomo della città. È alto 34 metri e ha un diametro di 20,50 metri; la pianta dell'edificio è ottagonale, con riferimento numerologico all'otto, che nel cristianesimo rimanda alla rinascita e Resurrezione (si tratta quindi di un numero escatologico).

## Storia
Fu iniziato nel 1167 in muratura di laterizi; nel 1370 vi venne posta la statua bronzea dell'arcangelo Gabriele che si può ammirare presso la volta. Notevole fu lo sforzo di creare la copertura a cupola, che anticipò di circa due secoli la famosa cupola di Santa Maria del Fiore.
Fu comunque solo durante l'epoca rinascimentale, dopo alcuni restauri ed ampliamenti, che la costruzione ha assunto il suo aspetto attuale (furono rifatte, tra l'altro, la pavimentazione, la copertura in marmo di alcune pareti ed il tetto con la volta). In questo contesto, le modifiche apportate nel corso del XVI secolo hanno comportato l'aggiunta degli speroni angolari esterni, il rivestimento marmoreo di due lati esterni dell'ottagono, una rielaborazione della loggia superiore esterna e un rialzo del tetto.

## Descrizione

### Esterno

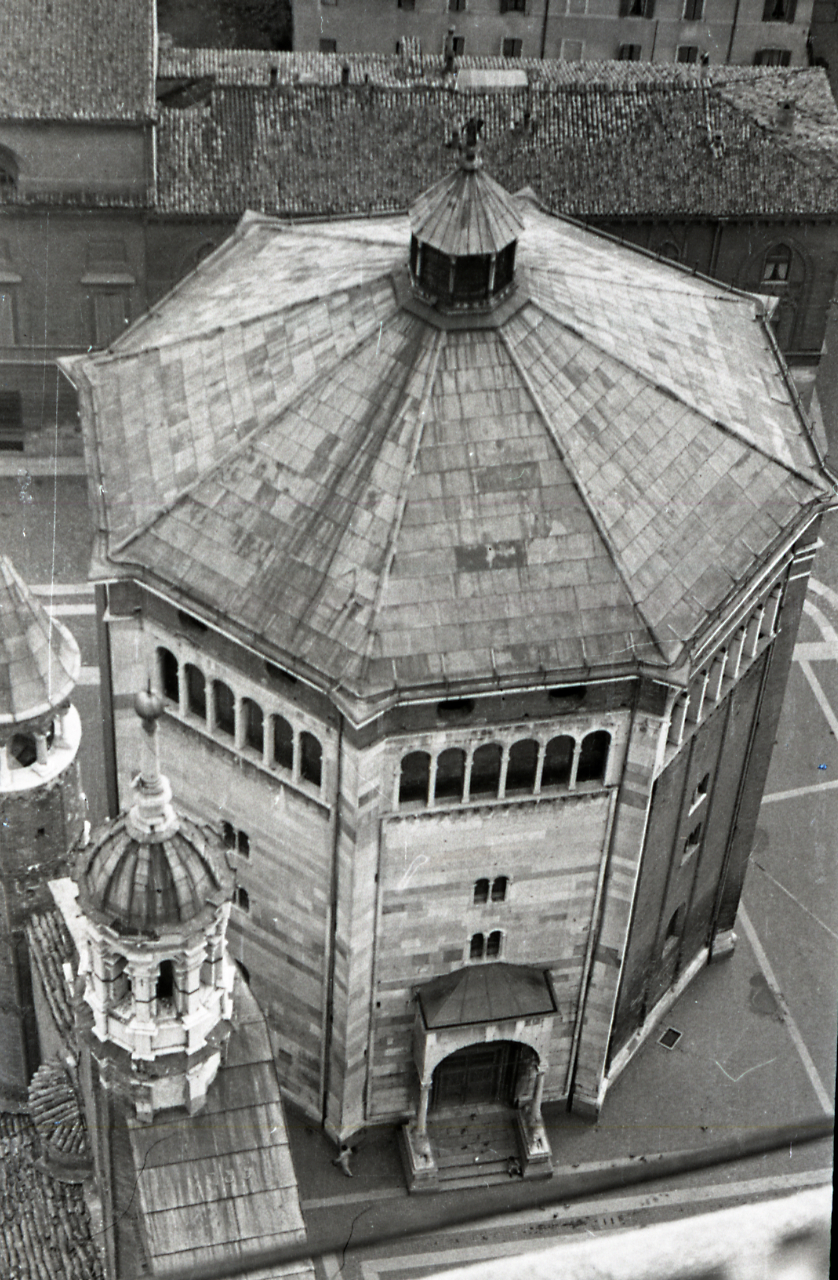
Il battistero visto dall'alto in una foto di Paolo Monti

L'esterno aveva originariamente tre porte, ma quelle sud ed est vennero chiuse nel 1592; oggi resta solo quella nord, affacciata sulla piazza, composta da un portico con due leoni stilofori, similmente al protiro del Duomo.
La copertura è in marmo, che riprende la facciata del duomo, ma solo su alcuni lati, mentre sugli altri è in laterizio a vista. Nella fascia superiore corre una galleria con archetti a tutto sesto, tipicamente romanica, che riprende sempre elementi della vicina cattedrale.
Sul lato meridionale sono murate le unità di misura cittadine fissate nel 1388.

### Interno

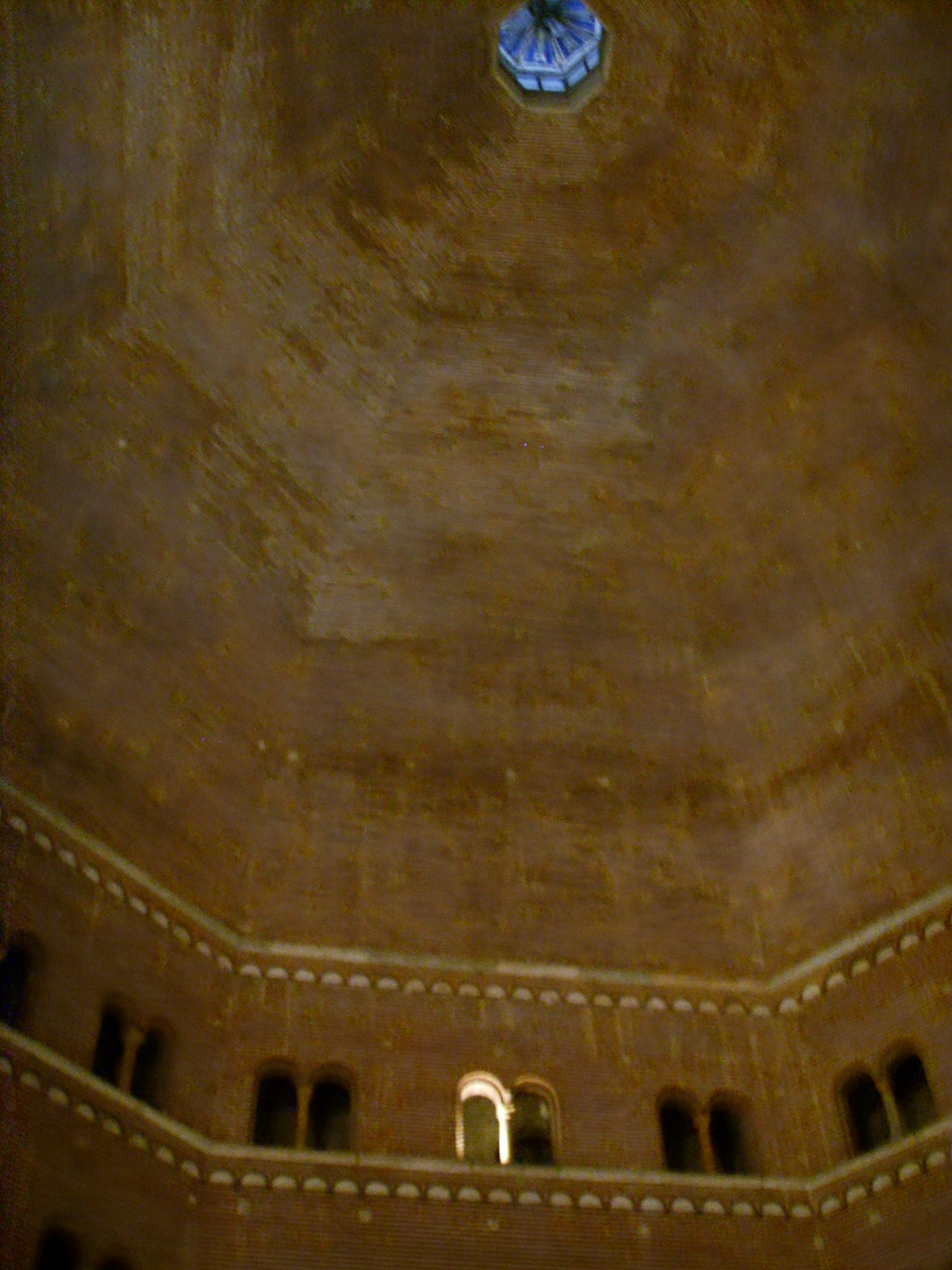
La cupola

La luce penetra all'interno da una doppia serie di bifore sovrapposte e dalla lucerna alla sommità della cupola.
Su ciascuna parete sono appoggiate due colonne, come sobria decorazione sullo sfondo del laterizio. Infine si aprono in alto una serie di balconate tutto intorno.
Il battistero ospita un fonte battesimale cinquecentesco, che troneggia al centro dell'interno con la sua grande cisterna, ottagonale come la pianta dell'edificio: si tratta di un blocco monolitico di marmo rosso di Sant'Ambrogio di Valpolicella presso Verona, opera di Lorenzo Trotti (1527). Il fonte è coronato da una statua lignea dorata del Cristo risorto.
L'interno è inoltre abbellito da un crocifisso trecentesco, posto sull'altare opposto all'entrata da una confraternita nel 1697. Ai lati sono presenti altri due altari, a sinistra con una Madonna Addolorata, attribuita a Giacomo Bertesi, e quello di destra, dedicato a san Biagio, fatto costruire dalla confraternita cittadina dei cardatori lanieri tra il 1592 e il 1599.
Sono presenti anche due statue di legno raffiguranti san Filippo Neri e il san Giovanni Battista, opere di Giovanni Bertesi, e altre statue e frammenti risalenti all'epoca medievale.

## Galleria d'immagini

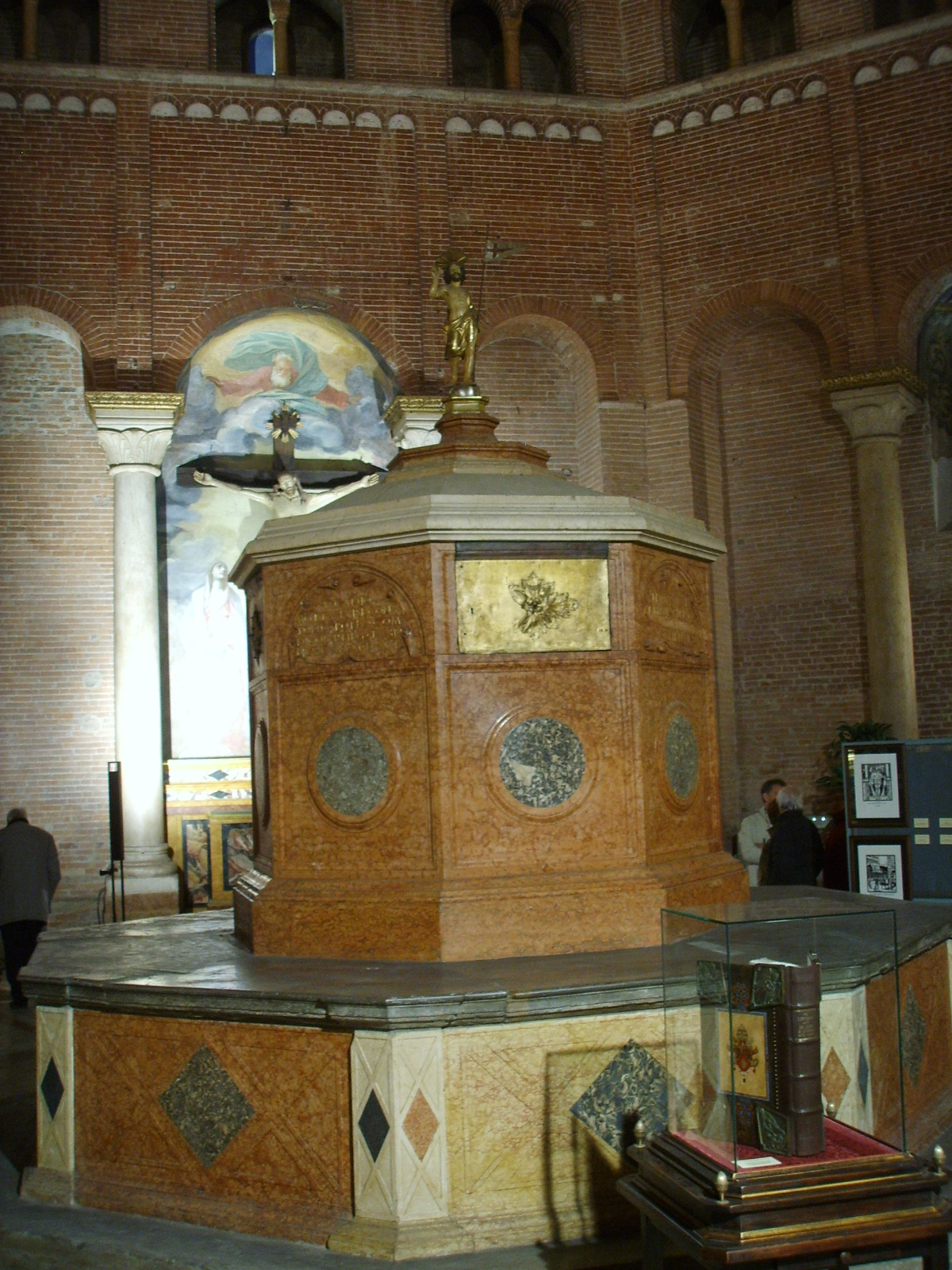
Il fonte battesimale
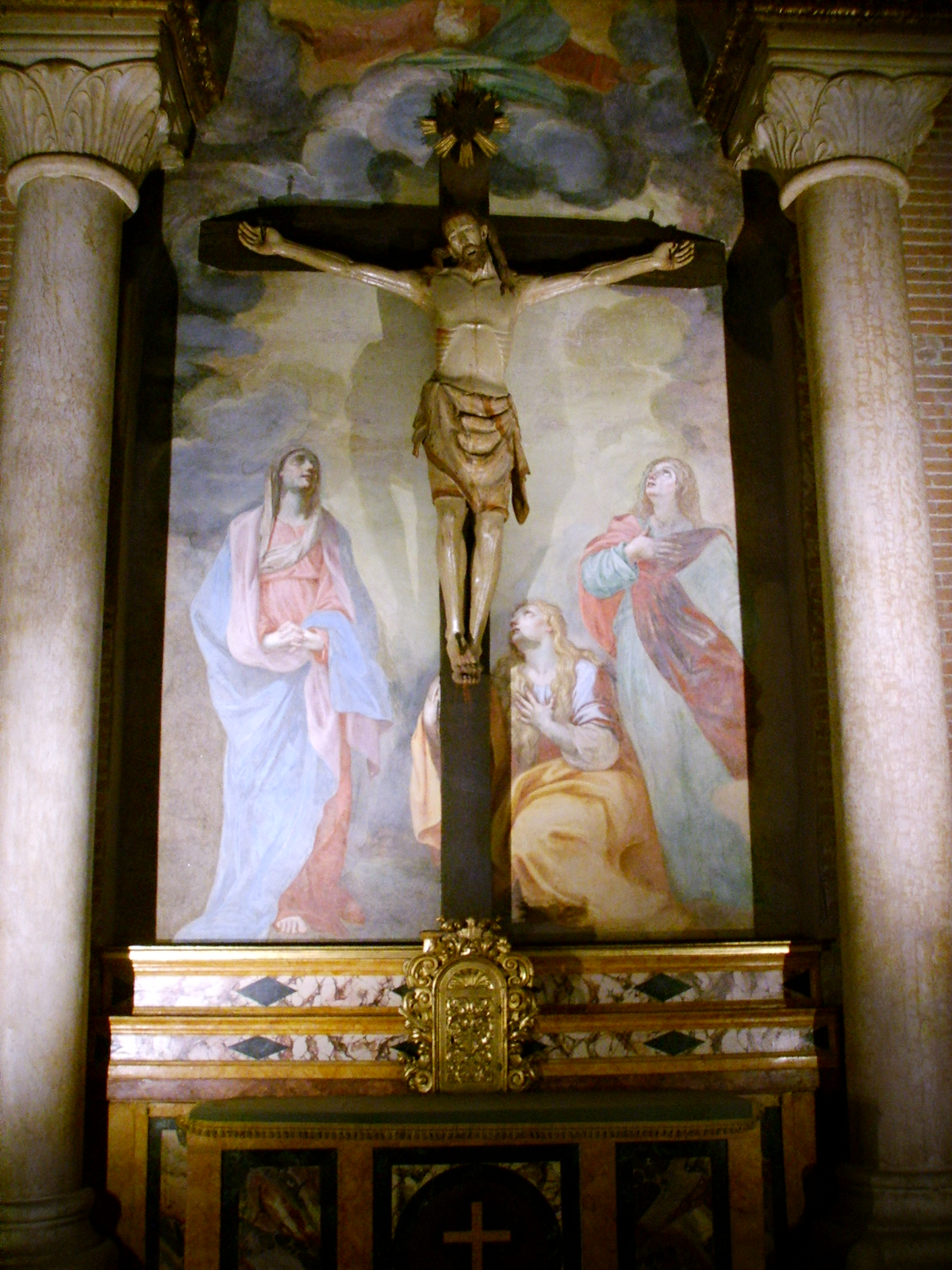
L'altare del Crocifisso
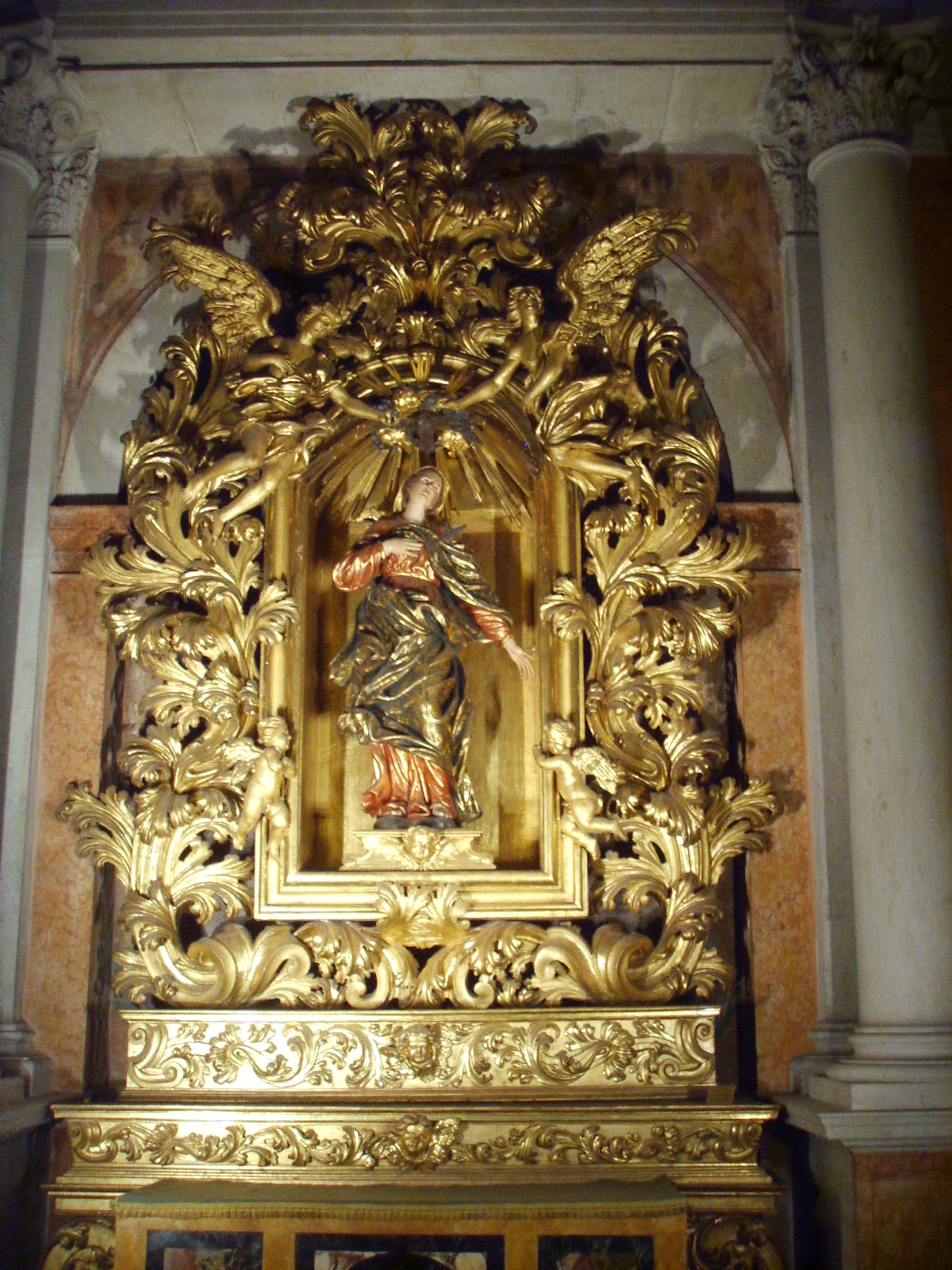
L'altare della Madonna Addolorata
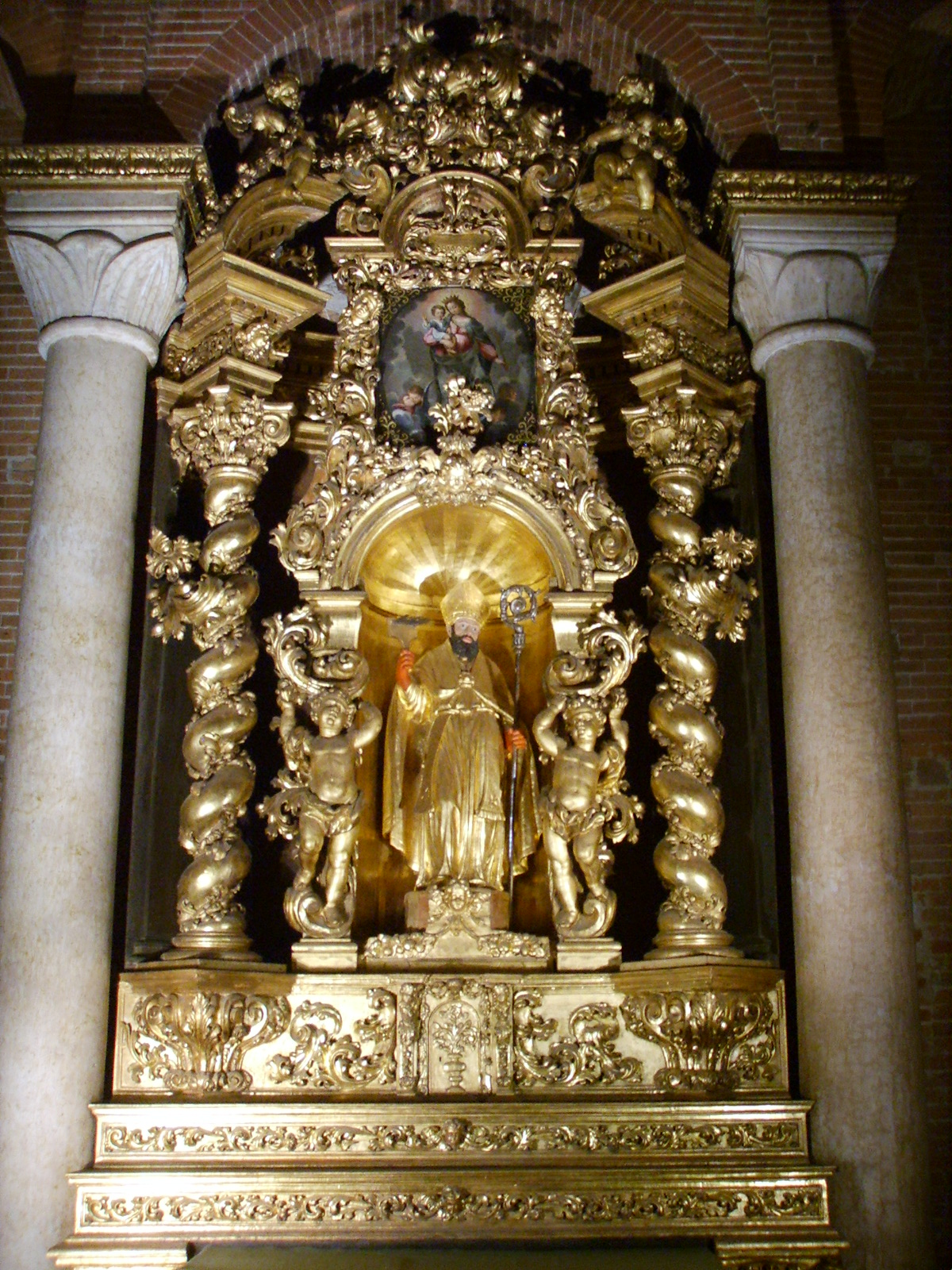
L'altare di san Biagio